# 佐野清澄高等学校
佐野清澄高等学校（さのきよすみこうとうがっこう）は栃木県佐野市堀米町にある高等学校。

## 特色
本校は学校法人佐山学園が運営する私立の高等学校で、通称は「清澄（きよすみ）」だが、名称が変遷しているため旧名称に基づいた略称も存在する。栃木県内では珍しい調理師養成施設の指定を受けた高校（この学校と宇都宮短期大学附属中学校・高等学校・栃木県立矢板高等学校の三校）としても知られている。

## 沿革
- 1922年 - 佐野裁縫女学校として開校
- 1938年 - 栃木県佐野高等家政女学校と改称
- 1948年 - 佐野弥生高等学校となる
- 1990年 - 弥生女学院高等学校となる
- 1993年 - 食物調理科設置
- 1997年 - 家政科の名称を生活デザイン科に変更
- 2000年 - 普通科・食物調理科の男女共学化に伴い現校名となる
- 2015年 - 生活デザイン科をライフ・プロデュースコースとスイーツ・プロデュースコースに二分化